# Scottish Division One 1973-1974
La Scottish Division One 1973-1974  è stata la 77ª edizione della massima serie del campionato scozzese di calcio, disputato tra il 1º settembre 1973 e il 10 maggio 1974 e concluso con la vittoria del Celtic, al suo ventinovesimo titolo, il nono consecutivo.
Capocannoniere del torneo è stato John Deans (Celtic) con 26 reti.

## Stagione

### Novità
La UEFA revocò lo slot in più destinato alla Federazione scozzese per la qualificazione in Coppa UEFA 1974-1975, facendo tornare a 2 le rappresentative ammesse.

### Avvenimenti
Il Celtic vinse il titolo per la nona volta consecutiva, record per il campionato scozzese. Tale record fu eguagliato dai Rangers nella stagione 1996-97 e sempre dai Celtic nella stagione 2019-20.

## Classifica finale
Fonte:
|       | Pos. | Squadra         | Pt | G  | V  | N  | P  | GF | GS | DR  |
| ----- | ---- | --------------- | -- | -- | -- | -- | -- | -- | -- | --- |
|       | 1.   | Celtic          | 53 | 34 | 23 | 7  | 4  | 82 | 27 | +55 |
|       | 2.   | Hibernian       | 49 | 34 | 20 | 9  | 5  | 75 | 42 | +33 |
|       | 3.   | Rangers         | 48 | 34 | 21 | 6  | 7  | 67 | 34 | +33 |
|       | 4.   | Aberdeen        | 42 | 34 | 13 | 16 | 5  | 46 | 26 | +20 |
| [ 3 ] | 5.   | Dundee          | 39 | 34 | 16 | 7  | 11 | 67 | 48 | +19 |
|       | 6.   | Hearts          | 38 | 34 | 14 | 10 | 10 | 54 | 43 | +11 |
|       | 7.   | Ayr Utd         | 38 | 34 | 15 | 8  | 11 | 44 | 40 | +4  |
| [ 4 ] | 8.   | Dundee Utd      | 37 | 34 | 15 | 7  | 12 | 55 | 51 | +4  |
|       | 9.   | Motherwell      | 35 | 34 | 14 | 7  | 13 | 45 | 40 | +5  |
|       | 10.  | Dumbarton       | 29 | 34 | 11 | 7  | 16 | 43 | 58 | -15 |
|       | 11.  | Partick Thistle | 28 | 34 | 9  | 10 | 15 | 33 | 46 | -13 |
|       | 12.  | St. Johnstone   | 28 | 34 | 9  | 10 | 15 | 41 | 60 | -19 |
|       | 13.  | Arbroath        | 27 | 34 | 10 | 7  | 17 | 52 | 69 | -17 |
|       | 14.  | Morton          | 26 | 34 | 8  | 10 | 16 | 37 | 49 | -12 |
|       | 15.  | Clyde           | 25 | 34 | 8  | 9  | 17 | 29 | 65 | -36 |
|       | 16.  | Dunfermline     | 24 | 34 | 8  | 8  | 18 | 43 | 65 | -22 |
|       | 17.  | East Fife       | 24 | 34 | 9  | 6  | 19 | 26 | 51 | -25 |
|       | 18.  | Falkirk         | 22 | 34 | 4  | 14 | 16 | 33 | 58 | -25 |

Legenda:
      Campione di Scozia e qualificata in Coppa dei Campioni 1974-1975.
      Qualificata alla Coppa delle Coppe 1974-1975.
      Qualificata alla Coppa UEFA 1974-1975.
      Retrocesso in Scottish Division Two 1974-1975.
Regolamento:
Due punti a vittoria, uno a pareggio, zero a sconfitta.
A parità di punti, le posizioni in classifica venivano determinate sulla base della differenza reti.